# Église Notre-Dame de Bieuzy
L'église Notre Dame est une église catholique située à Bieuzy, en France.

## Localisation
L'église est située dans le département français du Morbihan, sur la commune de Bieuzy.

## Historique
Initialement, l'église ne comprend qu'une nef terminée par un chevet à trois pignons (caractéristique de la période transition gothique flamboyant-Renaissance) quand elle est construite en 1560 grâce  aux libéralités de Michel de Rimaison (1531-1586), écuyer du roi Charles IX, comme en témoignent les nombreuses représentations des écussons des Rimaison et celles de familles alliées sur les contreforts, sur les pignons du chœur au-dessus des portes sud, sur les sablières de la nef et la sacristie.
Deux chapelles latérales faisant office de faux-transept sont construites en 1753 (chapelle sud) et 1781 (chapelle sud), elles conservent les noms de leurs donateurs gravés à même la pierre (la chapelle sud sous le rectorat de Julien Duguay et celle du nord par le chanoine Louis-Laurent Pirvaux).
À la fin du XIXe siècle, d'importants travaux sont réalisés, notamment la nef et le clocher moderne élevé en 1898-1899 d'après les plans du chanoine-architecte Jean-Marie Abgrall, remplaçant l'ancienne façade ouest et le précédent clocher qui datait de 1699.
L'édifice est inscrit au titre des monuments historiques par arrêté du 12 mai 1925.

## Architecture
L'église en forme de croix latine est construite dans un enclos surélevé et est composée d'une nef à vaisseau unique couverte d'une charpente à sablières et entraits sculptés, le voûtement lambrissé qui est passé au lait de chaux remplace la voûte de plâtre du XIXe siècle. Le vaisseau est éclairé par des verrières néo-gothiques (réalisées à partir de la fin du XIXe siècle par l'atelier Charpentier et Laumonnier de Vannes) qui rappellent les étapes de la vie de saint Bieuzy, patron de la paroisse.
L'élévation Est se caractérise par la présence d'un chevet polygonal de type Beaumanoir, à trois pignons aigus, couvert d'un toit à noues multiples prolongées par des gargouilles en forme humaine. Les trois pans du chevet s'ornent de trois vitraux (datant de 1560-1575 mais très restaurés peu avant 1683) dans des fenêtres ogivales avec moulures d'architraves : le vitrail du Nord représente le Lavement des pieds, la Cène, l'Agonie dans le jardin des oliviers, le Baiser de Judas, la Condamnation du Christ et le Portement de croix. Le vitrail du milieu représente le Crucifiement et la Mise au tombeau. Le vitrail du Sud représente les Saintes Femmes au tombeau, Jésus sous l'apparence d'un jardinier, la Descente aux Limbes, l'Incrédulité de Thomas, la Résurrection et l'Ascension. Des pinacles en forme de balustre servent d'amortissement à chaque contrefort du chevet.

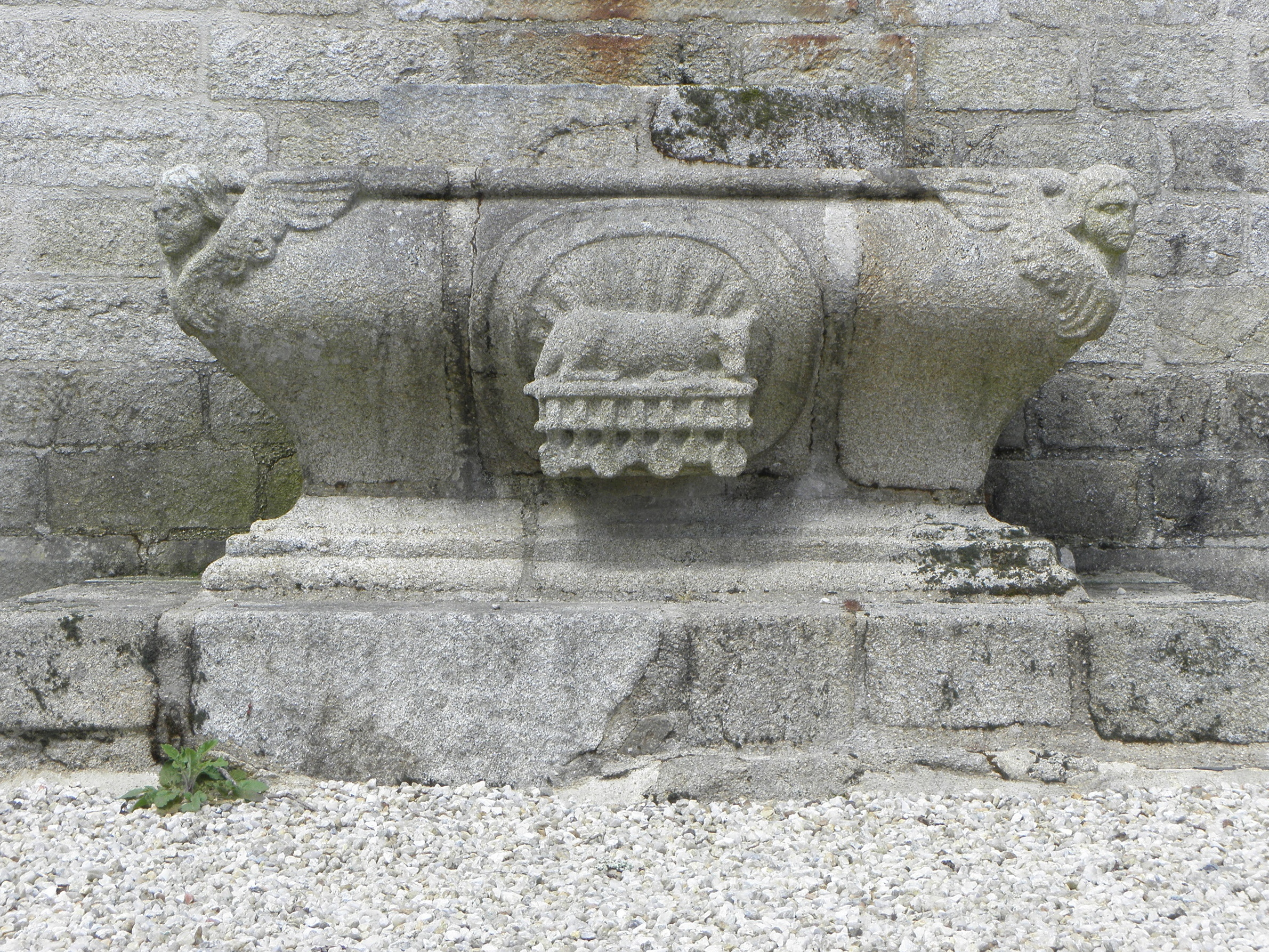
Autel extérieur, base d'un calvaire disparu.
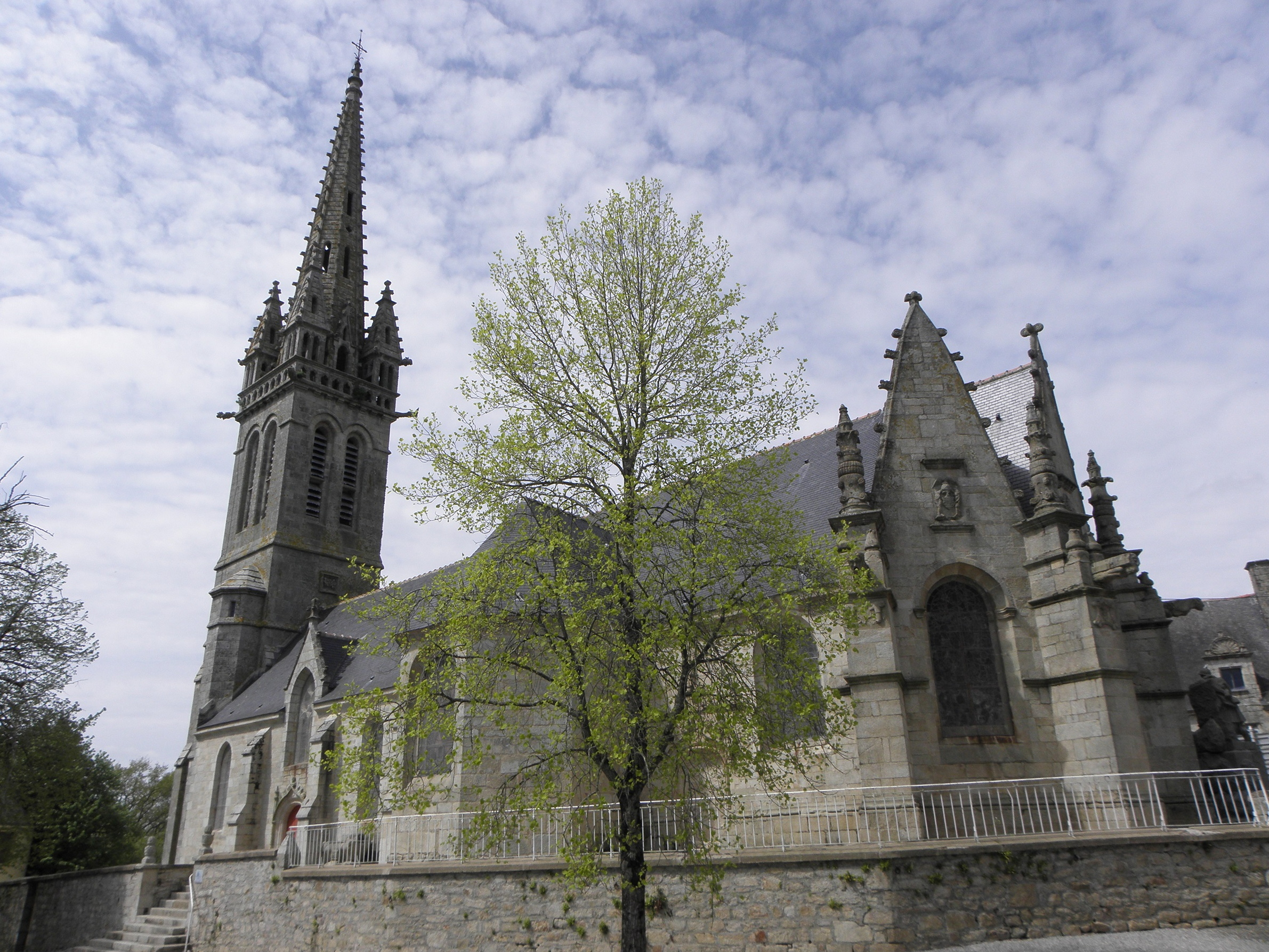
Chevet polygonal à trois pignons.
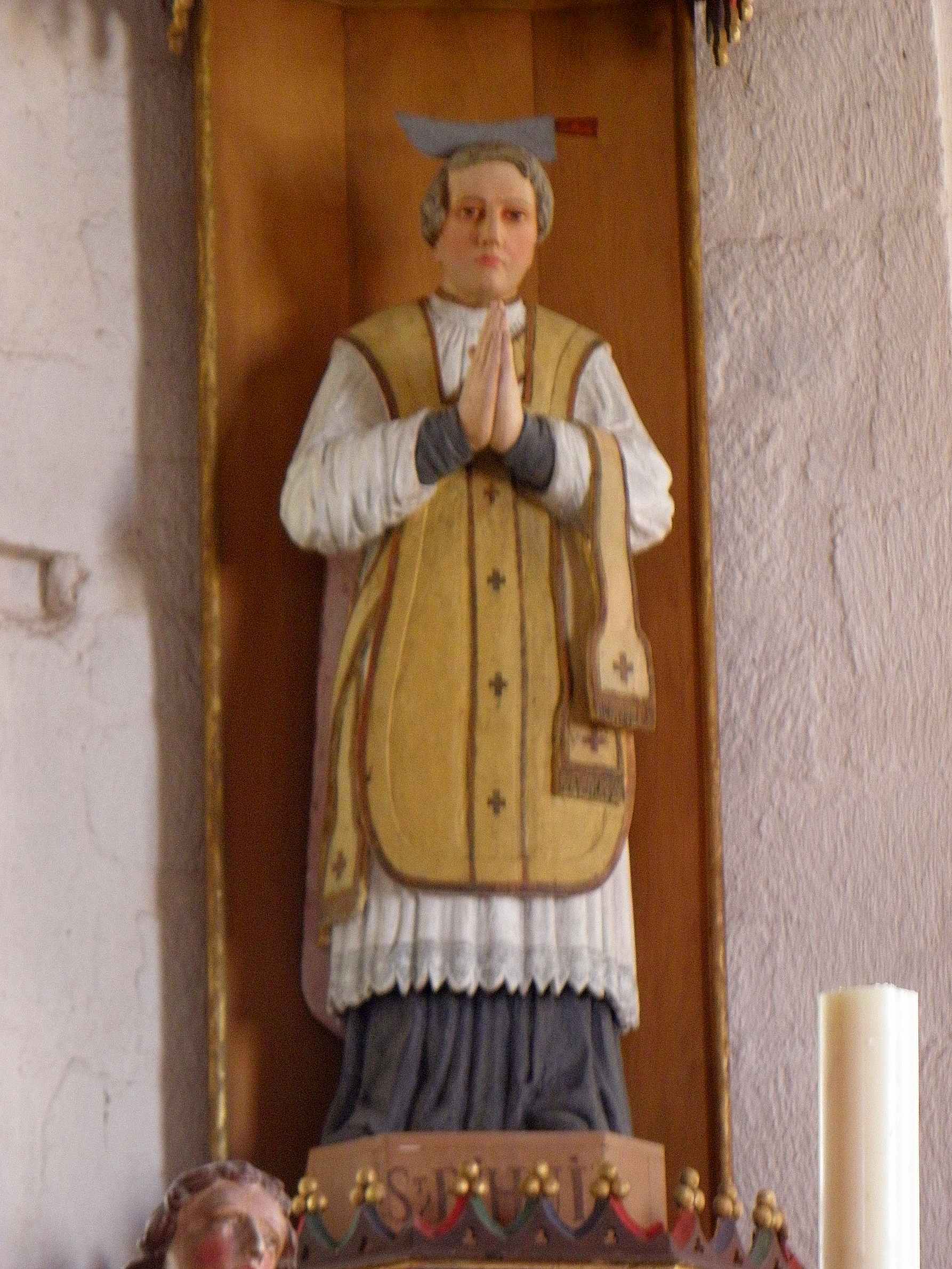
Statue de saint Bieuzy.
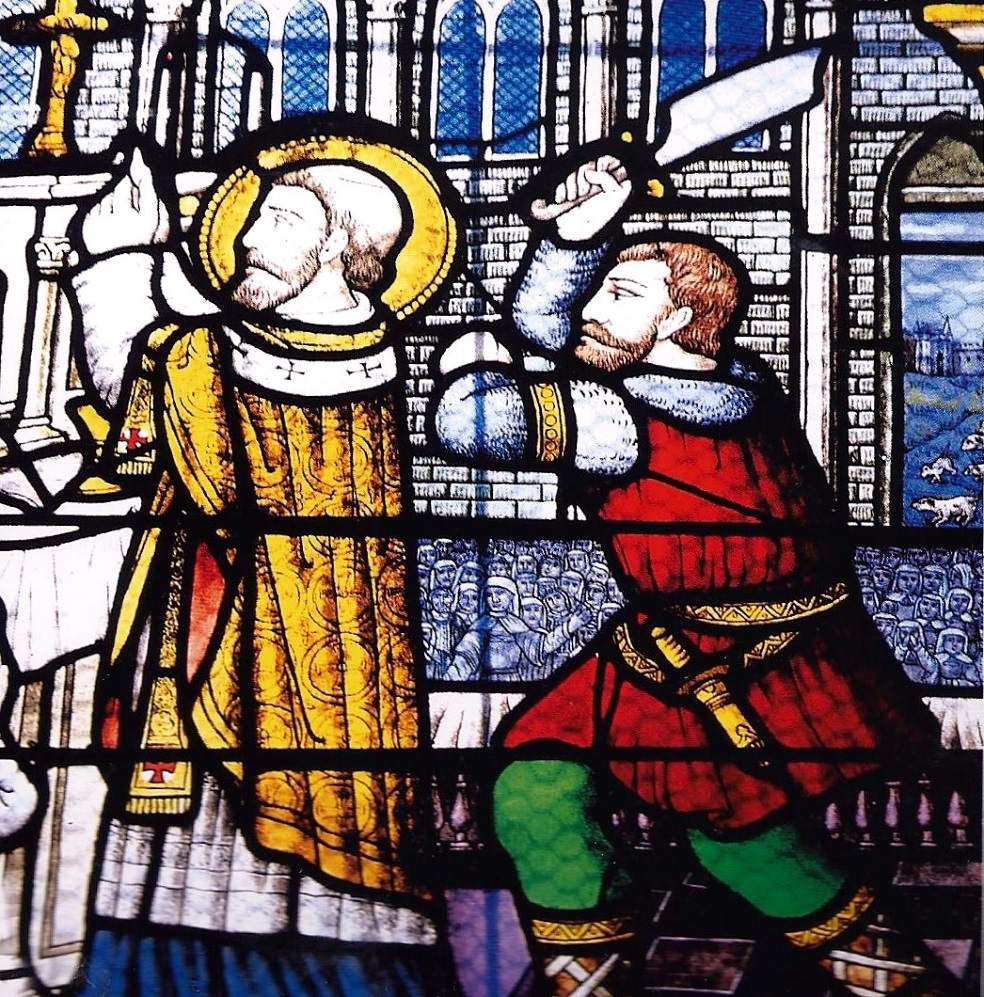
Détail d'un vitrail montrant l'assassinat de saint Bieuzy.
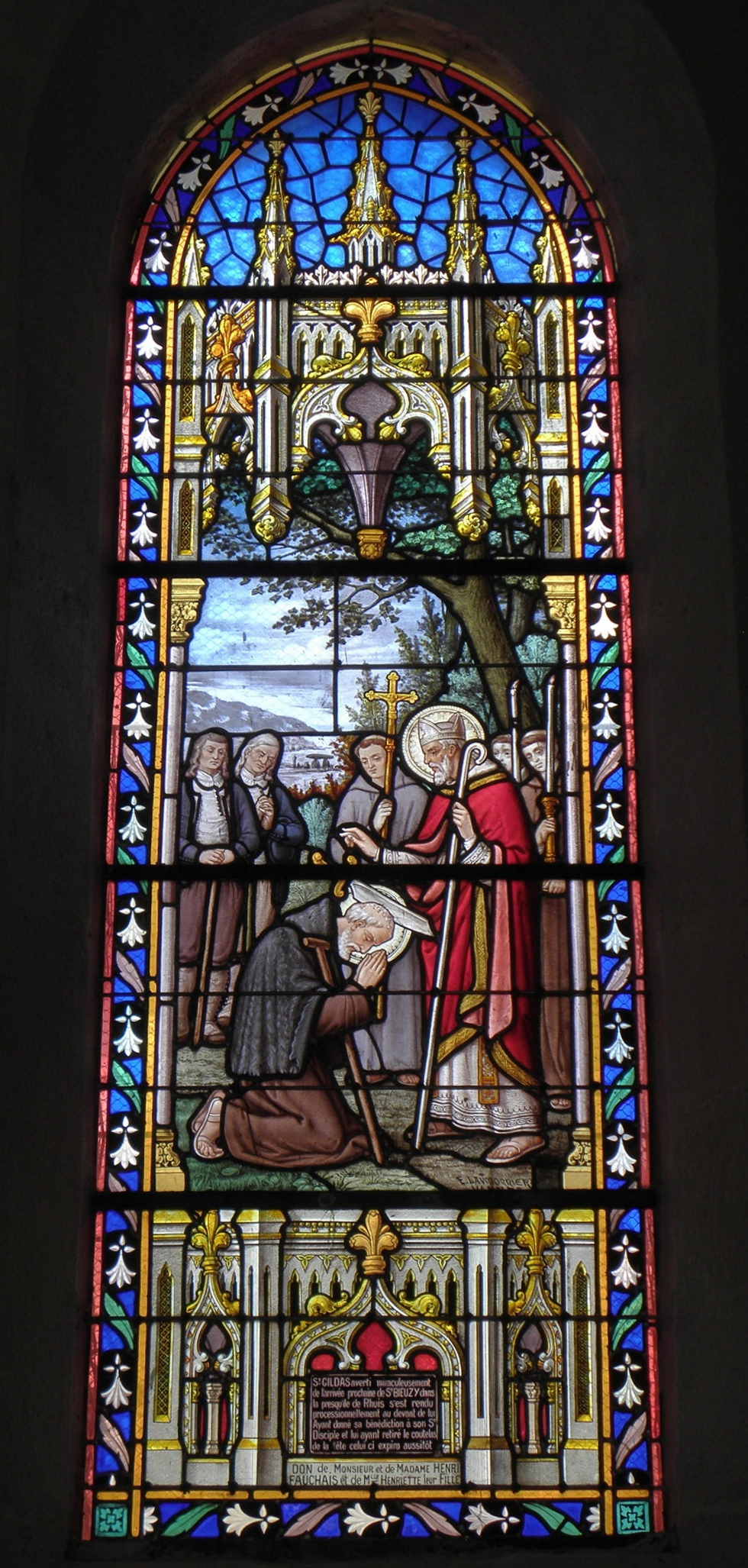
Vitrail : saint Bieuzy, frappé à mort, rencontre saint Gildas.
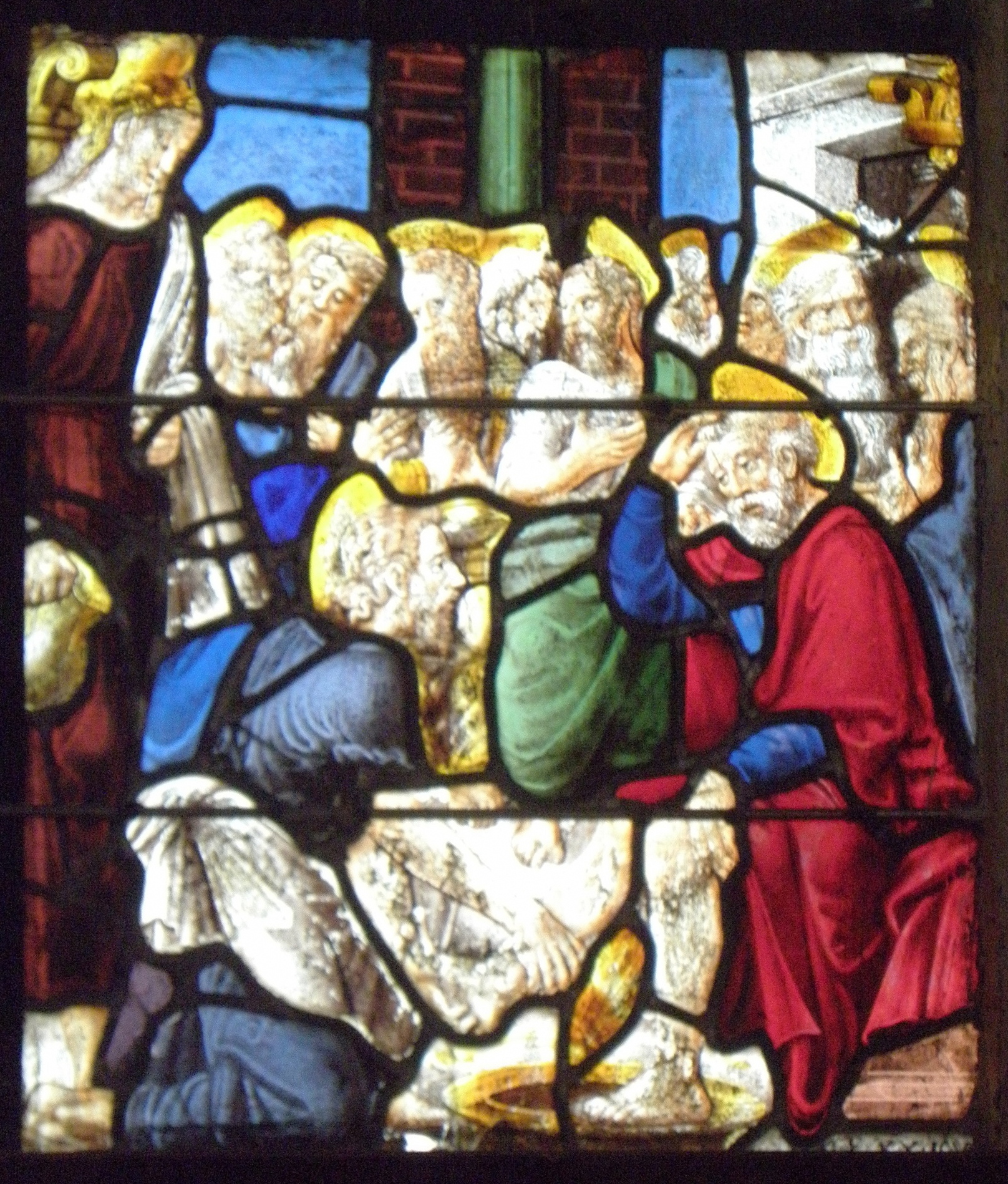
Détail d'un vitrail : le Lavement des pieds.

## Mobilier
Plusieurs statues (Saint Isidore, Saint Gildas, Saint Bieuzy, Saint Michel, Christ en croix …) sont en bois ou plâtre polychrome et datent du XVIe au XIXe siècle. L'église possède aussi un buste-reliquaire de saint Gouvry, un saint quasi inconnu. 
Du temps de la construction de la chapelle nord en 1786 est réalisé le catafalque, daté 1785 et signé, fait rare, peut-être unique en Bretagne. Cette caisse en bois de châtaignier (caisse peinte en noir et blanc, avec côtés et table ajourée en croix, surmontée d'un toit en bois galbé formant fausse voûte d'arête) est inscrite aux monuments historiques en 1979 et a été récemment restaurée.
Le monument aux morts (poilu casqué tenant son fusil, appuyé sur un rocher, regardant les tombes d'autres soldats matérialisées par des croix) est une sculpture en granite réalisée en 1925 par Albert Bourget.
Une pierre sonnante située près de la chaire servait selon la légende à saint Gildas pour appeler les fidèles à l'office. Elle proviendrait comme la seconde qui y est encore conservée de la chapelle Saint-Gildas de Bieuzy.
La girouette en métal découpé, placée à la croisée du transept, représente le martyre de saint Bieuzy.